# Чумаченко Віктор Кирилович
Чумаченко Віктор Кирилович (народ. 26 квітня 1956 року в станиці Ахметовська Лабінський район Краснодарського краю — помер 5 грудня 2017 р., Краснодар) — кандидат філологічних наук, професор (2005), заслужений працівник культури Кубані, Адигеї і України. Член НТШ. Голова осередку НТШ на Кубані у 2000-них роках.

## З творчої біографії
Закінчив Кубанський державний університет, філологічний факультет, спеціальність Російська мова та література (1978);
Літературний інститут ім. М. Горького Спілки письменників СРСР, аспірантура за фахом 10.01.08 — теорія літератури (1987).
Захистив дисертацію на здобуття наукового ступеня кандидата філологічних наук на тему «Жанрово-стильові тенденції в сучасній російській поезії (до теорії малих ліричних форм)» за спеціальністю 10.01.08 — теорія літератури (1988).
Праця
- Літературний співробітник Бюро пропаганди художньої літератури, редактор журналу «Кубань» Краснодарській крайовій письменницької організації (1978—1980);
- Старший методист, старший редактор репертуарно-бібліографічного та редакційно-видавничого відділу Краснодарського крайового науково-методичок центру народної творчості і культосвітроботи (1980—1983);
- Викладач літератури і російської мови Конаковського енергетичного технікуму (1987—1991);
- Головний спеціаліст з реклами та інформації Краснодарського сільськогосподарського науково-дослідного інституту ім. П. П. Лук'яненко (1991—1992);
- Завідувач кафедри літератури Краснодарського державного університету культури і мистецтв (1992—2013);
- Декан інформаційно-бібліотечного факультету Краснодарській державної академії культури і мистецтв (1993—1996);
- Директор Науково-видавничого центру Краснодарського державного університету культури і мистецтв, перший заступник головного редактора регіонального наукового журналу «Культурне життя Півдня Росії» (1999—2013);
- Старший науковий співробітник відділу експертно-консультативної діяльності та проблем культурного і природної спадщини, провідний науковий співробітник відділу комплексних проблем вивчення культури Південної філії Російського інституту культурології (2014—2017).

Редагував як головний редактор «Вісник Товариства української культури Кубані» і регіональний науковий (ВАКівський) журнал «Культурне життя Півдня Росії», виконував обов'язки заступника головного редактора журналу «Кубань: проблеми культури та інформатизації», зав. відділами в журналах «Кубань» і «Рідна Кубань».
Друкувався з 1968 р. Автор понад 500 наукових і науково-популярних публікацій в журналах «Москва», «Філологічні науки», «Родина», «Київська старовина», «Березіль», «Слово і час», «Урок української», " Схід ", "Юго-полис ", " Наука Кубані ", " Рідна Кубань ", " Народна творчість та етнографія ", " Донбас ", " Кубань: проблеми культури та інформатизації ", " Новий обрій "(Австралія), " Культурне життя півдня Росії ", "Пам'ятки України ", " Рідна Кубань " та ін.
Організатор і керівник регіональних наукових конференцій: «Кухаренківські читання» (1993, 1996, 1999, 2006 2017), «Два століття кубанської літератури» (1993), «Роман і життя» (за книгою Василя Барки «Жовтий князь», 1994), «Кубань літературна: нові доповіді та повідомлення» (1994), «Бібліотечна справа і бібліографія на Кубані: історичний досвід, сучасні проблеми» (1995), «Кубань в епоху «срібного століття» (1997), "Кубанські літературно історичні читання "(1999, 2000, 2001, 2003, 2006), " Кубань-Україна: питання історико-культурної взаємодії "(2003—2013, т. 2-7), " Лермонтов в історичній долі народів Північного Кавказу "(2014 року).
В. К. Чумаченко був офіційним науковим консультантом «Енциклопедії сучасної України» в 30 т., автором статей  кубанської тематики в «Бібліотечній енциклопедії», «Великій кубанській енциклопедії», «Шевченківській енциклопедії», «Енциклопедії кубанського козацтва», «Енциклопедії історії України», Малій енциклопедії «Українське козацтво» тощо.
Похований у станиці Ахметовська.

## Основні праці
Автор ряду статей і книг з літературознавства Кубані.
Посібники та підручники
- История Кубани. ХХ век / Чумаченко В. Щетнев В., Еремеева А. Краснодар, 1998. — 224 с.
- Козак Мамай. Посібник-хрестоматія з української літератури Кубані (у співавторстві з В. В. Оліфіренком).—Донецьк:Український культурологічний центр, 1998.—224 с.
- Слобожанська хвиля: Навчальний посібник-хрестоматія по український літературі Півничної Слобожанщини. — Донецьк: Східний видавничий дом, 2005. — [ Розділ про М. Дикарєва. С. 79–82].
- Чумаченко В. К. Русская поэзия второй половины ХХ столетия: Учебное пособие для студентов высших учебных заведений культуры и искусства. Краснодар, 2005. — 160 с.

Окремі статті
- Чумаченко В. К. Ф. А. Щербина как автор газеты «Вольная Кубань». Библиографический этюд // Якаевские чтения. Научное наследие Ф. А. Щербины: казачество и история Кавказа / Сборник материалов XVI Международной научно-практической конференции (г. Краснодар, 10–11 февраля 2016 г.). Краснодар, 2016. С. 206—218.
- Чумаченко В. К. Деятельность Олексы Кирия на ниве украинской культуры // Народна творчість та етнологія. — 2016. — № 1. — С. 82–90.
- Чумаченко В. К. Шевченкиана П. М. Галушко, народного мастера из станицы Отрадной // Отрадненские историко-краеведческие чтения. Мат-лы межд. науч. конф., посвященной 130-летию со дня рождения краеведа П. М. Галушко / Чумаченко В. К., Немченко С. Г. — Армавир-Отрадная, 2016. — Вып. IV. — С. 10-15.
- Чумаченко В. К. Гипотетитеческий автор «Слова о полку игореве» в интерпретации Д. С. Лихачева и новейшие номинанты на эту роль // Культурное наследие России. — 2016. — № 4. — С. 57–64. (Совместно с И. И. Горловой).
- Чумаченко В. К. Репрессивное казачество Юга России: уроки трагедии // Восстановление автономии Чечено-Ингушетии — торжество исторической справедливости. Мат-лы Всеросс. науч. конф., посвящ. 60-летию восстановления Чечено-Ингушской АССР. — Грозный, 2017. — С. 89–95. (Совместно с И. И. Горловой).
- Чумаченко В. К. Ф. А. Щербина об историко-культурном значении феномена Запорожской Сечи // XVII Международная научно-практическая конференция «Научное наследие Ф. А. Щербины: казачество и история Кавказа». XIV Международная научно-практическая конференция «Современные научные исследования: исторический опыт и инновации». Краснодар, 2007. С. 129—132.
- Чумаченко В. К. Энергия созидания (краткий экскурс в историю кубанской этнографии) // Памяти М. В. Семенцова. XVIII-е Дикаревские чтения / науч. ред., сост. О. В. Матвеев; отв. ред. А. В. Семенцов. — Краснодар: Плехановец, 2017. — С. 47–54.
- Чумаченко В. К. Майкопчанин П. С. Плугатырев (Плугатырь) и его этнографические письма М. А. Дикарева // Памяти М. В. Семенцова. XVIII-е Дикаревские чтения / науч. ред., сост. О. В. Матвеев; отв. ред. А. В. Семенцов. — Краснодар: Плехановец, 2017. — С.76–82.
- Чумаченко В. К. О книжном магазине «Літературно-наукового вістника» в Екатеринодаре: эпистолярные уточнения // Донецький вісник наукового товариства ім. Шевченка. — Донецьк, 2017. — С. 56–80. (Совместно с Д. В. Грушевским и А. А. Слуцким).
- Чумаченко В. К. «История Кубанского казачьего войска» Ф. А. Щербины в оценке профессора Н. И. Веселовского // Отрадненские историко-краеведческие чтения. Армавир — Отрадная, 2017. — С. 111—117.
- Чумаченко В. К. Сын историка (К биографии Григория Фёдоровича Щербины) // Отрадненские историко-краеведческие чтения. Армавир — Отрадная. 2017. — С. 222—228.

## Нагороди та звання
- Заслужений працівник культури України (1998);
- Заслужений працівник культури Кубані (2001);
- Почесна грамота міністра культури і туризму України (2006);
- Почесна грамота міністра культури і туризму України (2011);
- Заслужений працівник культури Республіки Адигея (2016).